# ماسون سبينس
ماسون سبينس (بالإنجليزية: Mason Spence)‏ (20 نوفمبر 1994 في المملكة المتحدة - ) هو لاعب كرة قدم بريطاني في مركز الظهير. شارك مع منتخب ويلز تحت 19 سنة لكرة القدم. أما مع النوادي، فقد لعب مع سانت نيوتس تاون وكولتشستر يونايتد وميلتون كينز دونز وهايز وييدينغ يونايتد ‏ ونادي تشيلمسفورد وكونكورد رينجرز وDunstable Town F.C. ‏ وStony Stratford Town F.C. ‏.

## وصلات خارجية
- ماسون سبينس على موقع الاتحاد الأوربي (الإنجليزية)
- ماسون سبينس على موقع قاعدة بيانات كرة القدم.إي يو (الإنجليزية)
- ماسون سبينس على موقع Soccerbase.com (لاعب) (الإنجليزية)
- ماسون سبينس على موقع Soccerway.com (الإنجليزية)